# EICAR
Het Europees Instituut voor Computer Anti-Virus Research (EICAR) is een instituut voor digitale beveiliging dat is opgericht in 1991. Het instituut wisselt informatie uit om de beveiliging van de digitale wereld te verbeteren.

## Initiatieven
EICAR probeert door middel van technische oplossingen en preventieve maatregelen de verspreiding van malware en andere vormen van computercriminaliteit tegen te gaan.
EICAR heeft het EICAR-testbestand ontworpen, een standaard waarmee gecontroleerd kan worden of een beveiligingspakket voldoende werkt of niet.